# Kid vs. Kat
Kid vs. Kat (estilizado como KiD vs KaT) es una serie animada canadiense que se emitió originalmente en YTV en Canadá del 25 de octubre de 2008 al 4 de junio de 2011. La serie fue creada y codirigida por Rob Boutilier, desarrollada y producida en Studio B Productions, en asociación con YTV y Jetix Europe para su primera temporada y Disney XD Europe para su segunda temporada. Se produjeron 52 episodios.
La serie comenzó su producción en 2007 originalmente para la cadena de canales Jetix en Estados Unidos, Europa y Latinoamérica para su estreno en 2008, en colaboración con Jetix Europe N.V. Se estrenó por primera vez por YTV en Canadá el 25 de octubre de 2008. Después del relanzamiento de la marca Jetix como Disney XD, el canal se estrenó en este canal el 21 de febrero de 2009 en los Estados Unidos, el 3 de julio del mismo año en Latinoamérica y el 13 de junio en España. Después de 2 temporadas, fue cancelada en 2011 tras ser confirmado por Rob Boutilier en YTV con la cadena de televisión Disney XD.

## Argumento
Cuando la hermana menor de Coop Burtonburger, Millie, trae a casa un extraño gato callejero, su idílica vida se hace añicos cuando descubre que el gato es en realidad un cerebro alienígena maligno y conspirador con un odio fanático por la humanidad y un objetivo sin pretensiones siniestro. Los dos luchan a diario mientras Coop intenta advertir a otros sobre la maldad del gato, solo para encontrar su evidencia destruida por él y considerada tonta.

## Personajes

### Principales
- Cooper "Coop" Burtonburger es un niño de 10 años —11 años desde un episodio de la segunda temporada—. Es el protagonista de la serie animada y desde el principio sabe que Sr. Gato es un alienígena malévolo. Aunque trata de mantenerse libre de problemas, siempre termina humillado o herido al tratar de demostrar la verdadera identidad del alien. Su padre, Burt Burtonburger, piensa que Coop está loco por pensar que Sr. Gato es un extraterrestre. Su mejor amigo, Dennis, le cree. En la segunda temporada. Coop es más inteligente y creativo, aunque no es muy bueno para planificar. En los episodios Debes parar la música y Cerebros de pulgas se puede ver que toca la batería; en el episodio Señor Gato regresa (primera parte) Coop y sus amigos son llevados al planeta Catnip, donde es acusado por la Dra. K de ser la razón de que fallen los planes de Sr. Gato y es encarcelado en una celda de máxima seguridad. En la segunda parte del capítulo, Sr. Gato accede a ayudar a Coop a escapar, aunque a pesar de ello Coop y él siguen siendo enemigos.

- Mr. Kat/Sr. Gato es el antagonista principal, es un alienígena que tiene un parecido a un gato esfinge. Es uno de los muchos príncipes del planeta Gatunus. Es adoptado por la hermana de Coop, Millie, al considerarlo un gato callejero. Al principio es una molestia para Coop pero pronto se convierte en su enemigo mortal. Sin embargo, en raras ocasiones se lleva bien con Coop, de hecho siempre que hay problemas que los amenaza a ambos, trabajan juntos (sobre todo en la segunda temporada). Aunque le molesta que Millie lo vista con ropas femeninas, en el fondo le tiene cariño, hasta al punto de actuar como una mascota real. En el episodio Una gran familia feliz, Sr. Gato logra salvarla cuando Millie cae en una trampa, que se activaba al abrir un horno radioactivo con pastelillos y que en realidad había creado para atrapar a Coop. En un principio se cree que su objetivo principal es la conquista de la Tierra, sin embargo, su misión real es reunir los Frisky Bits de pescado para llevarlos a Catnip, donde se lo espera con el título de héroe. Pese a ello, en la segunda temporada comienza a realizar planes para invadir y conquistar el mundo. De hecho, en el episodio Sr. Gato al futuro construye una máquina del tiempo, en donde Coop la utiliza para volver al pasado y evitar que Millie encuentre a Sr. Gato, pero acaba alterando el futuro creando una realidad en la que el mundo había sido tomado por Sr. Gato. Si no fuera por Millie, Sr. Gato habría dominado la tierra por su propio egoísmo. En el especial de Navidad, se revela lo mucho que echa de menos a su familia. También tiene una novia que se la ve en algunos episodios. En el capítulo Cosquillitas se revela que Sr. Gato tiene un punto débil que lo hace olvidarse de su misión. En Rebelde con garras, se une a Coop y Dennis para tratar de detener al hijo de su jefe y devolverlo de nuevo a su planeta de origen. En el episodio Señor Gato regresó se descubre que su nombre real es Agente 27B.

- Mildred «Millie» Burtonburger es la hermana menor de Coop. Tiene 8 años de edad en la primera temporada y en la segunda temporada tiene nueve años. Es una niña consentida, dulce, malcriada y la dueña de Sr. Gato, a quien ama profundamente. El Sr. Burtonburger, su padre, siempre hace lo que dice su hija, sobre todo porque hace berrinches extremos (capaces de provocar terremotos, romper los vidrios, hacer que llueva, etc.) cuando no se sale con la suya. Es tan hábil para manipular a la gente que se ganó el apodo de maestra manipuladora. Al igual que varios personajes, culpa a Coop de todo lo que sucede. Millie tiene el pelo largo, de color azul oscuro atado en una cola de caballo con un lazo de color magenta, las pecas y dientes de conejo, y usa anteojos enmarcados en rojo. Es una «Greeny Girl», conocidas como chicas Greeny (chicas ambientalistas), y son una parodia del movimiento para jóvenes Scout. Rara vez se lleva bien con Coop. En el episodio Cosquillitas, aparentemente logra entablar una amistad con Coop, aunque él estaba fingiendo, para protegerla de Sr. Gato, además, al final, se volverá a las andadas. Sin embargo, en el episodio Juegos Mentales, expresa su interés en jugar con Coop, hasta el punto que accidentalmente adquiere poderes telepáticos a través de una de las invenciones de su mascota, y los usa para que Coop esté con ella, incluso cuando Coop trató de huir para detener al Sr. Gato. Al final del episodio pierde sus poderes telepáticos, y Coop y Kat se alivian, pero hace que Millie se entristezca porque lo único que quería era que Coop jugara con ella. Al ver lo tristeza de Millie, Coop decide acompañarla. En el capítulo final de temporada, Sr. Gato le confiesa a Millie que él verdaderamente es un alienígena, pero ella lo toma muy bien y responde: bueno, ¡eso te vuelve aún más especial!. Al final de este episodio, Sr. Gato le borra la memoria, justo después de que ella admitiera que Coop tenía razón.

- Dennis Loren Lawrence Chan es el mejor amigo de Coop y la única persona, aparte de Fiona que le cree, además de compartir la misma imaginación y comportamiento. Siempre ayuda a Coop cada vez que trata de detener a Sr. Gato, generalmente poniéndose en contacto entre sí a través de Walkie-Talkies hasta que se captan burbujas blasteroides que soplan sus cascos de comunicación en el episodio La hierba siempre es más mala. Sus cumpleaños son con un día de distancia y siempre desean los mismos regalos. Dennis tiene el pelo y los ojos negros, su aspecto es asiático pero a diferencia de su padre, no tiene acento, es un chico inteligente que prefiere resolver los problemas trazando planes a diferencia de su amigo Coop el cual piensa que utilizar la fuerza bruta es la mejor opción para acabar con las maliciosas intenciones de Sr. Gato. No aparece en los episodios: Que comiencen los juegos, La gripe de Coop, Aroma de frisky bits y Una gran familia feliz.

- Burt Burtonburger es el padre soltero de Coop y Millie Burtonburger, que está constantemente estresado debido al mal comportamiento de Coop. Es dueño de la Casa del Canje. Tiene el pelo oscuro y usa gafas con marco negro. A veces hace desagradables batidos vegetarianos que nadie puede beber y terminar de pie. Parece estar a favor de hacer las cosas por sí mismo y vivir en armonía con la naturaleza, en contraste con Henry, que está apegado a la tecnología y utiliza artefactos siempre que puede. Además detesta que Coop le tome el pelo. Nadie sabe lo que sucedió a la mujer de Burt, la madre de los niños Burtonburger, posiblemente se divorció de él o murió. Sin embargo, divorcio o muerte, parece haber desaparecido por completo de la serie después de que eso ocurriera.

### Secundarios
- Phoebe Del Oro es una chica que está muy enamorada de Coop y constantemente lo acosa. Desprecia a Millie, en parte porque es la dueña de Sr. Gato y porque Phoebe posee a Pastelito, una gata obesa de pelo blanco, con un lazo rosa en el extremo de su cola que se muestra, en uno de los episodios cortos, que tiene una atracción a la mascota de Millie. Tiene los ojos marrones, cabello castaño rojizo y la piel color marrón claro. Viene de una familia pudiente.

- Henry Chan es el padre de Dennis. Tienen la misma forma de cabeza y piel, pero Henry es casi calvo. Siempre compite con Burt. Posee un cibercafé y una tienda de electrodomésticos.

- Madre de Dennis es gruñona con Henry y le pega con el rodillo de la cocina cuando hay desastre. Aparece en los episodios Enojado y Quiero ser como Burtonburger entre otros, sin diálogo alguno.

- Lorne Carnage y Harley Doomsday son dos hermanos, amienemigos de Coop y Dennis, que llaman a Coop "chico gato" desde que Sr. Gato apareció en su vida. Son arrogantes y amantes de los deportes extremos y la destrucción. Siempre llevan consigo una filmadora para grabar películas caseras de terror, pero generalmente graban cuando Coop hace algo ridículo, cuando culpa a la mascota de su hermana o cuando hace alboroto y locuras causadas por Sr. Gato y termina humillado. Pese a que suelen competir con Coop y Dennis, también en varias ocasionales se llevan bien con ellos y se tratan como amigos. En el episodio Prisión repentina, descubren un plan de Sr. Gato y logran grabarlo. Al igual que Coop, parecen interesarse en Fiona. Tienen una gallina de mascota llamado Cachatore.

- Gruñidor es el perro salchicha de la anciana Sr. Munson. Odia a Sr. Gato. Es amistoso con Coop según el episodio Puedes verme Sr. Gato.

- Pastelito es una gata obesa de Phoebe. Es elegante, algunas veces deprimida y estresada, y le aburre estar con Phoebe.

- Kyle Duston aparece en Gato en skate y es el que más desagrada a Coop por causa del interés de Fiona.

- Agentes secretos son agentes especiales del área 102 (parodia del área 51) que se dedican a investigar y neutralizar posibles amenazas alienígenas y mitológicas. Se adaptan con disfraces a cualquier situación.

- Encargado de la tienda es un adolescente, dependiente de la tienda de Bootsbile. Generalmente limpia el supermercado, aunque echa a Coop del establecimiento en el episodio Aroma de friski bits por hacer desastre, y lo vuelve a dejar entrar posteriormente. Aparece en Blues Blasteroide y Por el desagüe entre otros.

- Director Carl Dilegard es el director de la escuela de Coop, Dennis y Millie. Es educado y algo estricto. También le teme a la Sra Munson.

- Los abuelos Burtonburger son los abuelos de Coop y Millie y los padres de Burt. Aparecen en el episodio Navidad. En el capítulo, llegan atrasados a la Nochebuena al estilo Burtonburger porque se pierden en el desierto, en el polo norte, pierden el avión, etc. Burt vivió con sus padres cuando era niño. Vuelven aparecer en Sigan meciéndose. Son ancianos hiperactivos que aman realizar todo tipo de actividades, además de ser los únicos que le creen a Coop de que Señor Gato es un alienígena.

- Policías son los policías de Bootsville. Aparecen en cuatro episodios: Prisión repentina, Rat-A-Fui, Esta todo dicho y el Más buscado en Bootsville. Suelen ser incompetentes en su labor y ocupar el tiempo inactivo comiendo donas con café.

- Fiona Munson Fiorela Natalia Munson también conocida como Fiona, es una niña de 10 años, la cual hizo su primera aparición en la serie a partir de la segunda temporada, en el episodio "Locos por Fiona". Fiona tiene el cabello rubio y tiene ojos color verde azulino oscuro: ella solo ha mostrado 2 vestimentas, su traje de deportes con la cual hizo su primera aparición, el cual consiste en una camiseta azul con mangas celestes y bordes negros, un short negro y zapatillas de soccer negras (las cuales le hacen ver un poco más alta de lo que es), y su ropa habitual la cual es muy parecida a la anterior: un conjunto celeste conformado por una camiseta con mangas claras y una falda, calcetines rosas y zapatos negros. Tiene un gran parecido a la Profesora Branigan.

### Recurrentes
- Profesora Branigan es la maestra de matemáticas de Coop. En el episodio Tú puedes verme Sr. Gato el padre de Coop tiene una cita con la señora Branigan, al igual que en el capítulo La maestra sustituta.

- Dra. Kat es la novia de Sr. Gato. En el episodio Sr. Gato regresa aparece como una gata parlante que habla con acento ruso.

- Dwight Munson \ Capitán Blasteroide es el superhéroe del espacio favorito de Coop y Dennis. En el episodio Desde el espacio exterior, es un actor y sobrino de la Sra. Munson.

- Steele es una niña de once años, la misma edad que Coop y Dennis. Aparece en Gato de diamantes, donde ayudó a Coop a derrotar a Sr. Gato. Tiene anteojos. Está enamorada de Dennis (el amigo de Coop).

- Profesor Gerbert es el profesor de la clase de Ciencias. A diferencia de la clase de la profesora Branigan, en su materia Dennis obtiene las calificaciones más satisfactorias. Es pelirrojo, de cabello largo y usa anteojos grandes, también es fanático de los cohetes.

### Antagonistas
- Kat Kommander/Comandante Gato es el gobernante supremo de la hierba gatera. Envió a Sr. Gato a la Tierra para realizar una misión secreta con el objetivo de conquistar a los humanos. Se mantiene oculto y su propósito es colocarles a los humanos collares de entrenamiento para que obedezcan a los gatos y después destruir la Tierra. Sin embargo, Sr. Gato fracasa en su misión y el comandante le encarga una nueva tarea, recoger Frisky Bits de pescado y conquistar la Tierra, y cuando alcance su objetivo podrá reclamar en la hierba gatera el título de héroe. Aparece por primera vez en el episodio Gato gordo. En varios episodios relata su misión a todos los gatos Sphynx. Siempre se comporta de forma brutal con el Sr. Gato y desconoce que en realidad Coop es quien frustra sus planes, hasta que descubre la verdad en Señor Gato regresa.

- Mr. Cheeks/Sr. Cachetes es el rival de Sr. Gato. Es la mascota hámster de la clase de Millie, quien resulta ser un extraterrestre como su rival, quiere destruir a Millie y conquistar la Tierra en nombre de su planeta de origen. Sus especies exóticas son rivales con la raza de Sr. Gato y fue capturado por los gatos. Desaparece en el último episodio de la segunda temporada.

- Todd Croncklin aparece en Tu gritas, yo grito. Es un chico malvado, bravucón y enemigo de Coop y Dennis. Suele humillar a todos los niños incluyendo a Coop.

- El Sr. Gatito es el hijo rebelde del comandante Gato. Ama la fiesta de rock y causar muchos problemas. Es despiadado cuando trata de matar a Millie y su padre. Es enviado de vuelta a su planeta en el capítulo Rebelde con garra por Sr. Gato y Coop, quienes unen fuerzas para mandarlo en una nave que robó de su padre directo a casa. También aparece en el episodio Sr. Gato regresa.

- Señora Munson es una mujer, anciana. Se caracteriza por su avanzada edad, siendo una broma recurrente de la serie, ya que se ha insinuado que ella tiene más de 500 años. Es entrometida, además de vecina de los Burtonburger, tía del capitán Blasteroide y la tatara tatara tía de Fiona. Suele estar de mal humor. Siente favoritismo por Millie y no le cae bien Coop ni el señor Burtonburger. Cuando alguien causa problemas, para ella, Coop es el culpable, y siempre grita "¡Burtonburger!". Una de sus aficiones es coleccionar gnomos de jardín, y se la conoce por robar todos los juguetes que caen en su patio, aunque en un episodio, fueron recuperados y devueltos por Coop y Dennis. Es dueña de un perro guardián llamado "Gruñidor", el cual no se lleva bien con Señor Gato. Ella es la segunda antagonista principal de la serie después de Señor Gato.

- Duendes son unos gnomos que la señora Munson usa para decorar su jardín. Su favorito se llama Nambidubel y tiene gafas de piloto. En el episodio El rey de los alfeñiques los gnomos cobran vida y declaran a Coop su rey por tener un gran cono en la cabeza que parece un gorro. Cuando descubren que Coop es humano se vengan de él y rescatan a Nambidubel de la señora Munson. Al final del episodio navegan en un barco vikingo pero Boingo Boingo se los come.

- Mollie aparece en Mascota irritada como la nueva mejor amiga de Millie. Aparenta ser dulce pero odia a Sr. Gato y a Millie.

- Camaleón extraterrestre aparece en el episodio En el radar, donde al final se descubre que es extraterrestre, aunque no se llega a demostrar que tiene malas intenciones.

- Buck Diamond es un oficial que protege animales. Es fuerte y bravo. Aparece como el más buscado en Boothsvile y es arrestado por los policías.

## Episodios
| Temporada | Temporada | Episodios | Transmisión en Canadá    | Transmisión en Canadá   | Transmisión en Latinoamérica | Transmisión en Latinoamérica |
| --------- | --------- | --------- | ------------------------ | ----------------------- | ---------------------------- | ---------------------------- |
| Temporada | Temporada | Episodios | Estreno de temporada     | Final de temporada      | Estreno de temporada         | Final de temporada           |
|           | 1         | 26        | 25 de octubre de 2008    | 30 de noviembre de 2009 | 3 de julio de 2009           | 4 de noviembre de 2009       |
|           | 2         | 26        | 11 de septiembre de 2010 | 4 de junio de 2011      | 5 de noviembre de 2010       | 8 de diciembre de 2011       |

## Reparto
| Personaje                     | Actor de voz original | Actor de doblaje (Latinoamérica)                   | Actor de doblaje (España)     |
| ----------------------------- | --------------------- | -------------------------------------------------- | ----------------------------- |
| Cooper "Coop" Burtonburger    | Erin Matthews         | Elena Díaz Toledo                                  | Amparo Bravo Beatriz Berciano |
| Mildred "Millie" Burtonburger | Kathleen Barr         | María José Estévez                                 | Isatxa Mengíbar               |
| Sr. Gato                      | Kathleen Barr         |                                                    | Carmen Cervantes              |
| Lorne                         | Kathleen Barr         | Joel González                                      | Sara Vivas                    |
| Profesora Branigan            | Kathleen Barr         | Melanie Henríquez                                  | Carmen Cervantes              |
| Profesora Geisier             | Kathleen Barr         | Mariana Gamboa                                     |                               |
| Burt Burtonburger             | Trevor Devall         | Rolman Bastidas                                    | Juan Antonio Castro           |
| Dennis Chan                   | Cathy Weseluck        | Lileana Chacón                                     | Inma Gallego                  |
| Vieja Señora Munson           | Linda Sorenson        | Valentina Toro                                     | María Romero                  |
| Fiona Munson                  | Chiara Zanni          | Rebeca Aponte                                      |                               |
| Señor Cachetes                | Christopher Gaze      | Eder La Barrera Jesús Hernández                    |                               |
| Cacciatore                    | Christopher Gaze      |                                                    |                               |
| Profesor Gerbert              | Michael Daingerfield  | Jhonny Torres                                      |                               |
| Phoebe                        | Tabitha St. Germain   | Yensi Rivero (Temp. 1) Melanie Henríquez (Temp. 2) | Ana Esther Alborg             |
| Henry Chan, papá de Dennis    | Vincent Tong          | José Granadillo (Temp. 1) Jorge Marín (Temp. 2)    |                               |
| Harley                        | Brian Drummond        | Jesús Nunes (Temp. 1) Fernando Márquez (Temp. 2)   | Chelo Molina                  |

## Producción

### Desarrollo
La serie se anunció en febrero de 2007 y originalmente se llamó Look What My Sister Dragged In.
El 12 de febrero de 2008, tras la adquisición de Studio B Productions, su nuevo propietario, DHX Media, anunció la cesión de los derechos de televisión, vídeo doméstico y productos de consumo de la serie a Jetix Europe en las zonas donde la compañía operaba sus canales, mientras que Disney-ABC International Television se encargaría de la distribución televisiva en dichos territorios. Decode Enterprises, la entonces distribuidora de televisión de DHX, se encargaría de los derechos de televisión, entretenimiento doméstico, merchandising y licencias para el resto del mundo.
El 15 de abril de 2008, la serie fue vendida por adelantado por Decode para emitirse en el bloque Jetix de Toon Disney en los Estados Unidos.
El 19 de octubre de 2009, DHX anunció la renovación de la serie para una segunda temporada. Para entonces, la serie ya se emitía en más de 10 canales de Disney XD en todo el mundo. También se anunció la preventa de la serie a otras emisoras, como Vrak en Canadá, ABC en Australia, Disney XD (Latinoamérica), Disney XD India, Disney XD Japón, Cartoon Network (Corea del Sur) y Nickelodeon Asia. El 10 de agosto de 2010, DHX anunció que TV Azteca en México y ECTV en Ecuador habían vendido por adelantado la serie para televisión abierta en América Latina. La serie luego se trasladaría a otros canales, incluidos Disney Channel Asia, Disney XD Asia, Disney Channel Japón y Disney Channel India.

### Cancelación
El 19 de agosto de 2011, Rob Boutilier anunció a través de Facebook que la serie no se renovó para una tercera temporada y que carecía de derechos para realizar más episodios.

## Difusión y estreno
Kid vs. Kat se estrenó en YTV el 25 de octubre de 2008 en Canadá. Se emitió los sábados a las 8:30 a. m. como parte del bloque Crunch de YTV. En los Estados Unidos, la serie se emitió por primera vez en Disney XD el 21 de febrero de 2009 a las 8:00 p. m..

## Recepción
La serie actualmente tiene una calificación de 7.5/10 en TV.com y una calificación de 6.0/10 en IMDb. Kid vs. Kat ganó un premio al "Mejor programa o serie" en 2009 y fue nominado para los otros tres premios.